# Volksbank Bonn Rhein-Sieg
Die Volksbank Bonn Rhein-Sieg eG  war eine Genossenschaftsbank mit Sitz in Bonn. Sie ist nicht zu verwechseln mit der VR-Bank Bonn Rhein-Sieg eG.

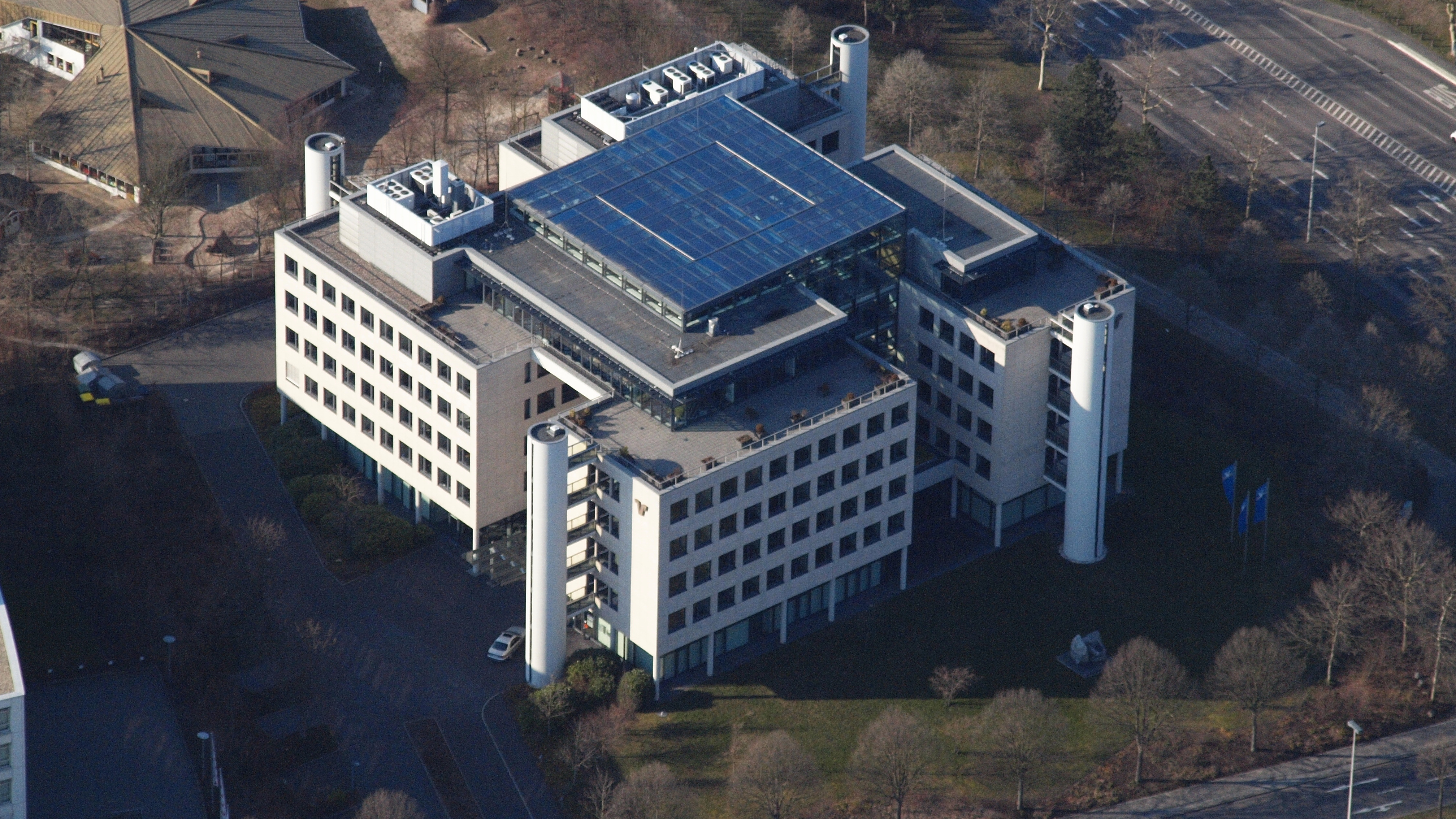
Zentrale in Bonn, Luftaufnahme

## Geschichte
Den Grundstein für die Volksbank Bonn Rhein-Sieg legte Pfarrer Peter Herkenrath. Er erhoffte sich als Präses des Bonner Gesellenvereins wirtschaftliche Unabhängigkeit für das Handwerk durch die Gründung einer Gesellen-Sparkasse. Im Jahr 1901 wurde die „Handwerkerbank zu Bonn eGmbH“ in das Genossenschaftsregister des Amtsgerichts Bonn eingetragen. Schon zwei Jahre später erfolgte die Umbenennung in „Volksbank in Bonn eGmbH“.
1971 begann eine Phase der Fusionen mit und Übernahme benachbarter Genossenschaftsbanken. Seit der Eingliederung der Raiffeisenbank Königswinter und der Eitorfer Raiffeisenbank im Jahre 1995 trägt die Bank ihren heutigen Namen. 1996 kam die Volksbank Hennef und zwei Jahre später die Raiffeisenbank Vorgebirge in Bornheim-Roisdorf dazu. 1999 wurde die Volksbank Siebengebirge eG mit Sitz in Bad Honnef eingegliedert, deren Gebiet als Regionaldirektion erhalten blieb. 2001 bezog die Volksbank Bonn Rhein-Sieg eine nach Plänen der Architekten Georg Pollich und Peter Türler (vormalige Planungsgruppe Stieldorf) neu errichtete Zentrale im Bonner Ortsteil Hochkreuz. Heute ist sie die größte Genossenschaftsbank der Region.
Im Juni 2017 wurde die Spar- und Darlehnskasse Aegidienberg eG mit Sitz in Bad Honnef-Aegidienberg auf die Volksbank Bonn Rhein-Sieg verschmolzen.
Rückwirkend zum 1. Januar 2017 erfolgte die Verschmelzung mit der Kölner Bank eG zur neuen Volksbank Köln Bonn eG. Die neue Bank betreut 113.000 Mitglieder und 215.000 Kunden, beschäftigt 788 Mitarbeiter und besitzt eine Bilanzsumme von 5,55 Milliarden Euro (Stand: Dezember 2020).

## Geschäftsgebiet
Die Volksbank war mit 487 Mitarbeitern in der Region an 43 Standorten (27 Filialen, 9 SB-Stellen sowie sechs Geldausgabeautomaten außerhalb von Filialen) präsent.

## Gesellschaftliches Engagement
Die Volksbank Bonn Rhein-Sieg verlieh seit 1999 im zweijährigen Rhythmus einen mit 25.000 Euro dotierten Innovationspreis.
Ausdruck der besonderen Förderung der Mitglieder war die im Jahre 2012 beschlossene Einrichtung eines Solidaritäts-Fonds der Volksbank Bonn Rhein-Sieg eG.

## Corporate Design
Die Bank hat im Jahr 2010 mit Unterstützung der international renommierten Künstlergruppe Eboy die Landmarken ebenso wie das Leben an Rhein und Sieg in der Kunstrichtung „Pixel-Art“ festgehalten. Aus der ursprünglichen Werbekampagne „Nur wir sind Bonn Rhein-Sieg“ mit dem „Wir-Motiv“ hat sich das jetzt gültige Corporate Design der Volksbank Bonn Rhein Sieg eG ergeben.

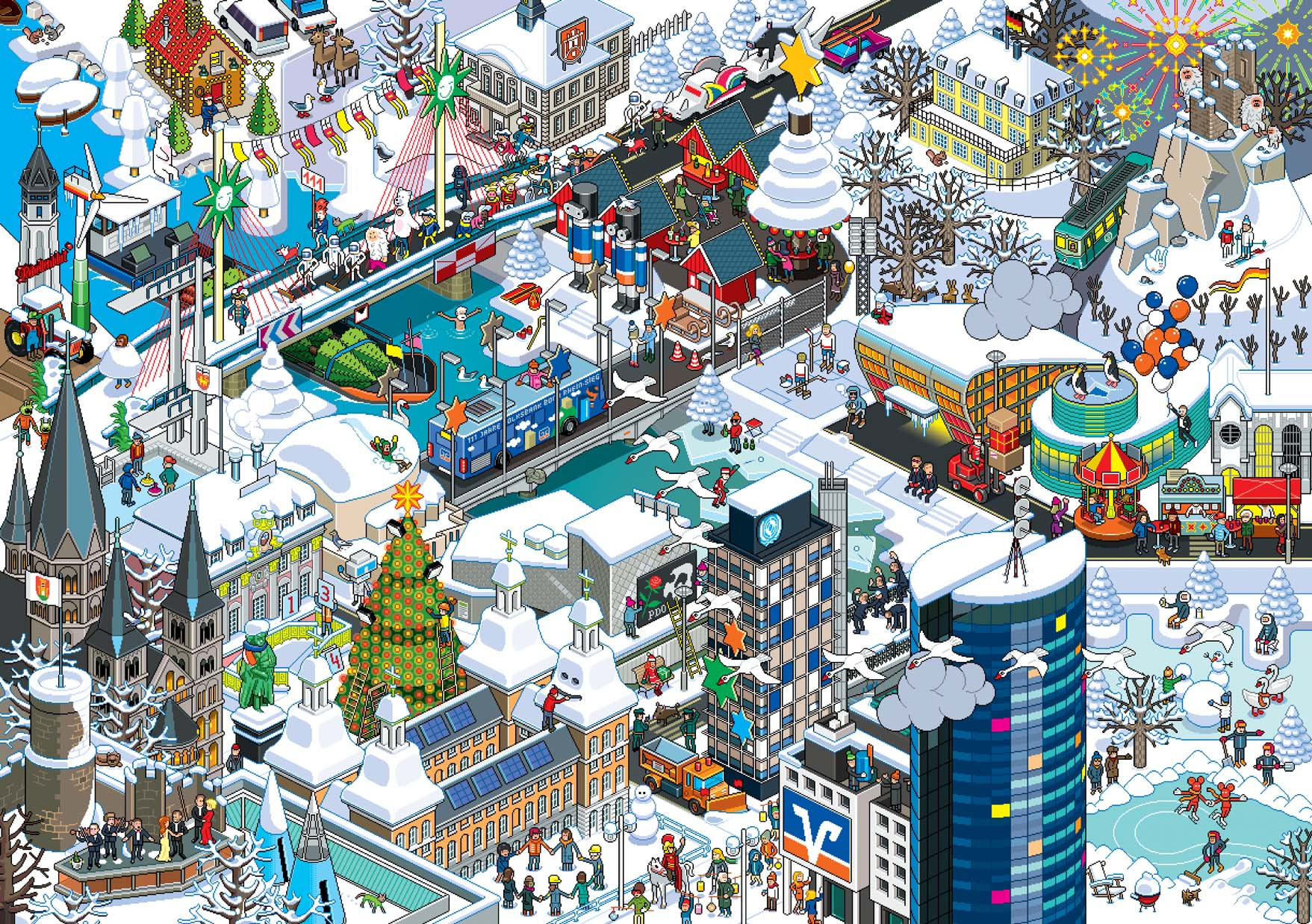
„Wir-Winter-Motiv“